# Virgen con el Niño dormido (Andrea Mantegna)
La Madonna con el Niño durmiente o Virgen con el Niño dormido es una pintura al temple sobre lienzo (43 cm x 32 cm) de Andrea Mantegna, datada en 1465-1470 aproximadamente y conservada en la Gemäldegalerie de Berlín.

## Descripción y estilo
En esta obra, destinada a la devoción privada, el artista ofrece una interpretación del tema particularmente humana e íntima, subrayada por la ausencia de aureolas, el típico atributo divino. María sostiene dulcemente contra sí al Niño dormido y la atmósfera de íntimo recogimiento está subrayada por el tierno abrazo, con los rostros que se tocan (siguiendo la lección de Donatello), y del manto brocado que se expande refinado envolviendo a ambos. Gestos y expresiones son extremadamente naturales, con una composición sencilla sobre fondo oscuro, que comporta algunas simplificaciones, como la dimensión reducida de los hombros de María, para acomodarse al ritmo circular dado por la línea que va desde el cuello de la Virgen a su mano que sostiene suavemente la cabeza del hijo.
Los colores son reducidos y la luz es incisiva, sobre todo en algunos detalles, como la mano derecha de María, con los surcos claros típicos de la producción mantegnesca, o los brillos en los bucles dorados de su cabello.